# Llista d'especialitats 56 de la Nomenclatura de la UNESCO
Llista d'especialitats del camp 56 (Ciències Jurídiques i Dret) de la Nomenclatura de la UNESCO:
| Disciplina                        | Codi    | Especialitat                               |
| --------------------------------- | ------- | ------------------------------------------ |
| 5601 Dret canònic (vegeu 5101.10) |         |                                            |
| 5602 Teoria general i mètodes     | 5602.01 | Dret comú                                  |
| 5602 Teoria general i mètodes     | 5602.02 | Dret comparat                              |
| 5602 Teoria general i mètodes     | 5602.03 | Jurisprudència                             |
| 5602 Teoria general i mètodes     | 5602.04 | Dret a l'antiguitat                        |
| 5602 Teoria general i mètodes     | 5602.05 | Dret natural                               |
| 5602 Teoria general i mètodes     | 5602.06 | Legislació escrita                         |
| 5602 Teoria general i mètodes     | 5602.99 | Altres (especifiqueu)                      |
| 5603 Dret internacional           | 5603.01 | Dret aeronàutic                            |
| 5603 Dret internacional           | 5603.02 | Dret del mar                               |
| 5603 Dret internacional           | 5603.03 | Dret sobre l'espai exterior                |
| 5603 Dret internacional           | 5603.04 | Dret sobre els fons marins (vegeu 2510.06) |
| 5603 Dret internacional           | 5603.99 | Altres (especifiqueu)                      |
| 5604 Organització jurídica        | 5604.01 | Funcionaris de justícia i procediments     |
| 5604 Organització jurídica        | 5604.02 | Magistratura                               |
| 5604 Organització jurídica        | 5604.03 | Tribunals                                  |
| 5604 Organització jurídica        | 5604.99 | Altres (especifiqueu)                      |
| 5605 Dret i legislació nacionals  | 5605.01 | Dret administratiu                         |
| 5605 Dret i legislació nacionals  | 5605.02 | Dret civil                                 |
| 5605 Dret i legislació nacionals  | 5605.03 | Dret mercantil                             |
| 5605 Dret i legislació nacionals  | 5605.04 | Dret constitucional                        |
| 5605 Dret i legislació nacionals  | 5605.05 | Dret penal                                 |
| 5605 Dret i legislació nacionals  | 5605.06 | Dret fiscal                                |
| 5605 Dret i legislació nacionals  | 5605.07 | Dret públic                                |
| 5605 Dret i legislació nacionals  | 5605.08 | Dret privat                                |
| 5605 Dret i legislació nacionals  | 5605.99 | Altres (especifiqueu)                      |
| 5699 Altres (especifiqueu)        |         |                                            |